# Juventus Bukareszt (1924)
Juventus București – rumuński klub piłkarski z siedzibą w Bukareszcie, działający w latach 1924-1952.

## Historia
Fotbal Club Juventus București powstał w 1924 w wyniku połączenia dwóch klubów: Triumf București i Romcomit București. W 1925 zadebiutował w rozgrywkach Mistrzostw Rumunii i już w debiutanckim sezonie zajął drugie miejsce, przegrywając w finale z Chinezulem Timișoara 0-3. Po raz drugi w tych rozgrywkach uczestniczył w sezonie 1929/30. Juventus wygrał te rozrywki pokonując w finale Glorię CFR Arad 3-0 i zdobył jedyne w swej historii mistrzostwo Rumunii.
W 1934 Juventus awansował do Divizia A i zajął w debiutanckim sezonie 11. miejsce. W Divizia A Juventus uczestniczył przez 6 sezonów do 1940. Podczas wojny Juventus uczestniczył nieoficjalnych mistrzostwach – Campionatul de Rasboiu. W 1947 władze komunistyczne zmieniły nazwę klubu na Distribuția Bukareszt, 1948 na Petrolul Bukareszt, w 1950 w Partizanul Bukareszt, a w 1951 na Flacăra Bukareszt. W 1952 klub rozwiązano, a piłkarze zasili klub Flacăra Ploeszti.
W 1992 utworzono nowy klub o tej samej nazwie, który ma nawiązywać do przedwojennego Juventusu.

## Sukcesy
- Mistrzostwo Rumunii (1): 1930.
- wicemistrzostwo Rumunii (1): 1926.

## Znani piłkarze w klubie
| - Emerich Vogl - Coloman Braun-Bogdan - Gheorghe Brandabura - Ion Alecsandrescu - Ladislau Raffinsky - Rudolf Wetzer | - Valeriu Niculescu - Andrei Bărbulescu - Robert Sadowski - Iuliu Prassler - Gusztáv Juhász - Valeriu Călinoiu |

## Sezony wDivizia A
| Sezon   | Uzyskane Miejsce |
| ------- | ---------------- |
| 1934-35 | 11               |
| 1935-36 | 3                |
| 1936-37 | 7                |
| 1937-38 | 4 w gr. 2        |
| 1938-39 | 8                |
| 1939-40 | 11 (spadek)      |
| 1946-47 | 4                |
| 1947-48 | 5                |
| 1948-49 | 7                |
| 1950    | 10               |
| 1951    | 5                |